# Marót (Szerbia)
Marót (szerbül Моровић / Morović) falu Szerbiában, a Vajdaságban, a Szerémségi körzetben, Sid községben.

## Fekvése
Sidtől 15 km-re délre, a Báza (Bosut) és Studba patakok völgyében fekszik, közel Bosznia-Hercegovinához és Horvátországhoz. Közigazgatásilag Sidhez tartozik.

## Története
Török kori adatok szerint közelében feküdt Beletinc 15. századi vára. A vár valószínűleg a Báza nyugati partján állt, pontos helye nem ismert. Területén állnak Marót várának romjai, melyet valószínűleg Maróti János építtetett a Báza mellett, a 15. század elején. A falu iskoláját 1767-ben alapították. Ortodox temploma a 19. században épült. 1910-ben 2318 horvát, szerb és német lakosa volt. A trianoni békeszerződésig Szerém vármegye Sidi járásához tartozott.

## Demográfiai változások
| 1948 | 1953 | 1961 | 1971 | 1981 | 1991 | 2002 |
| ---- | ---- | ---- | ---- | ---- | ---- | ---- |
| 1503 | 1876 | 2110 | 2292 | 2196 | 2105 | 2164 |

## Látnivalók
- 13. századi román-gótikus stílusú katolikus templom.
- Marót várának romjai.
- Erdőkben és folyókban gazdag területe vonzó vadász- és turistaparadicsommá teszi.

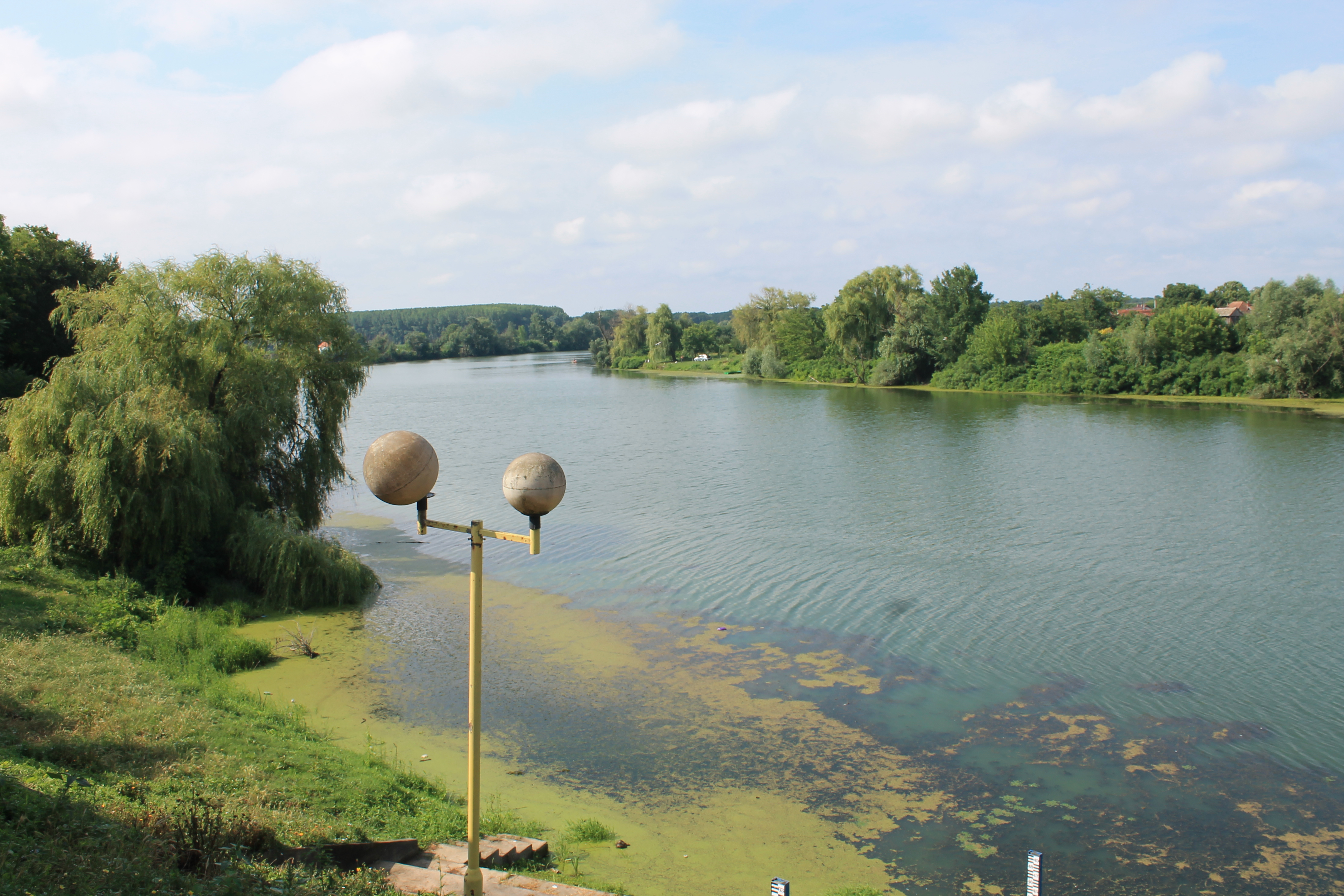
A Báza Marótnál
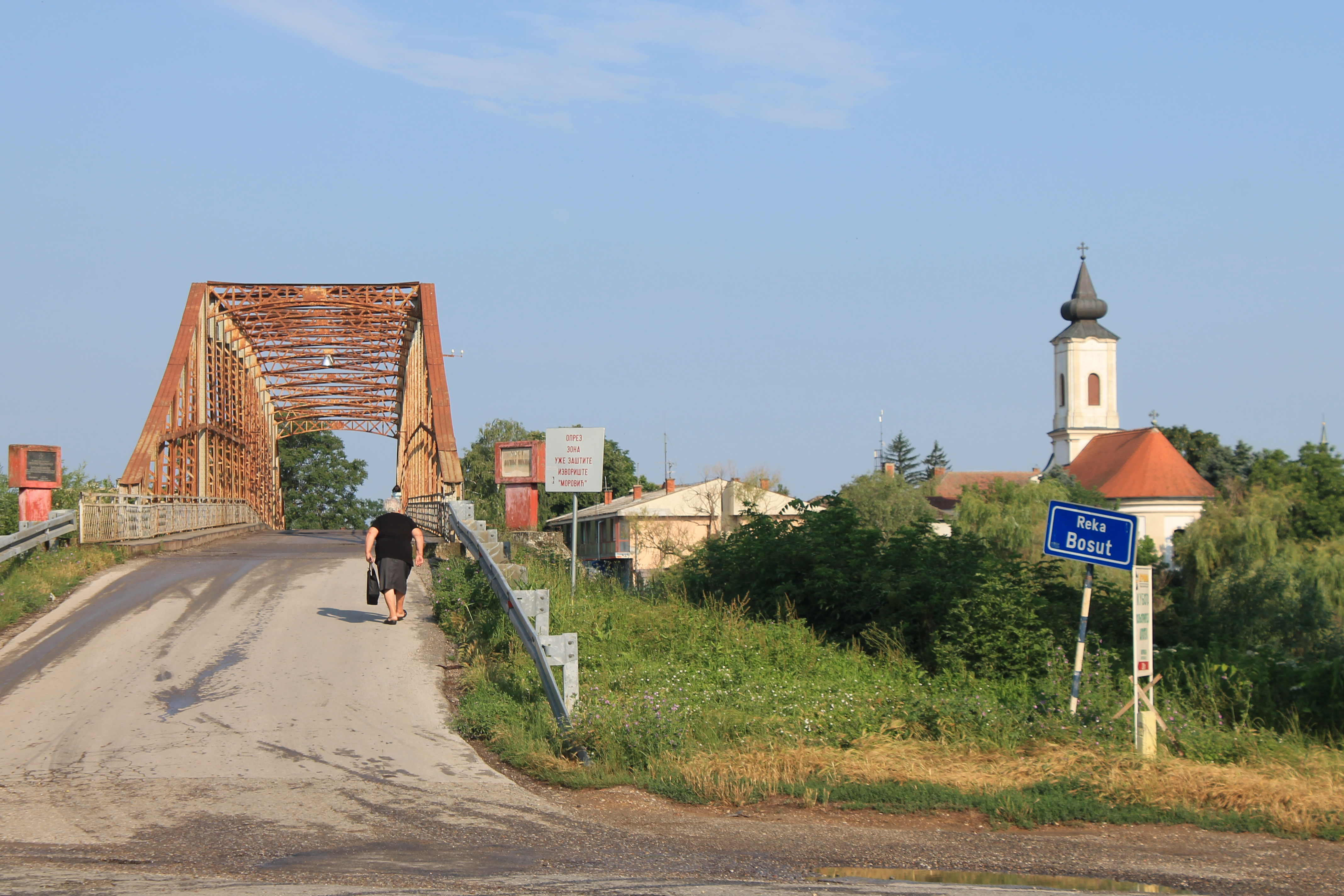
A Báza hídja és az ortodox szerb templom
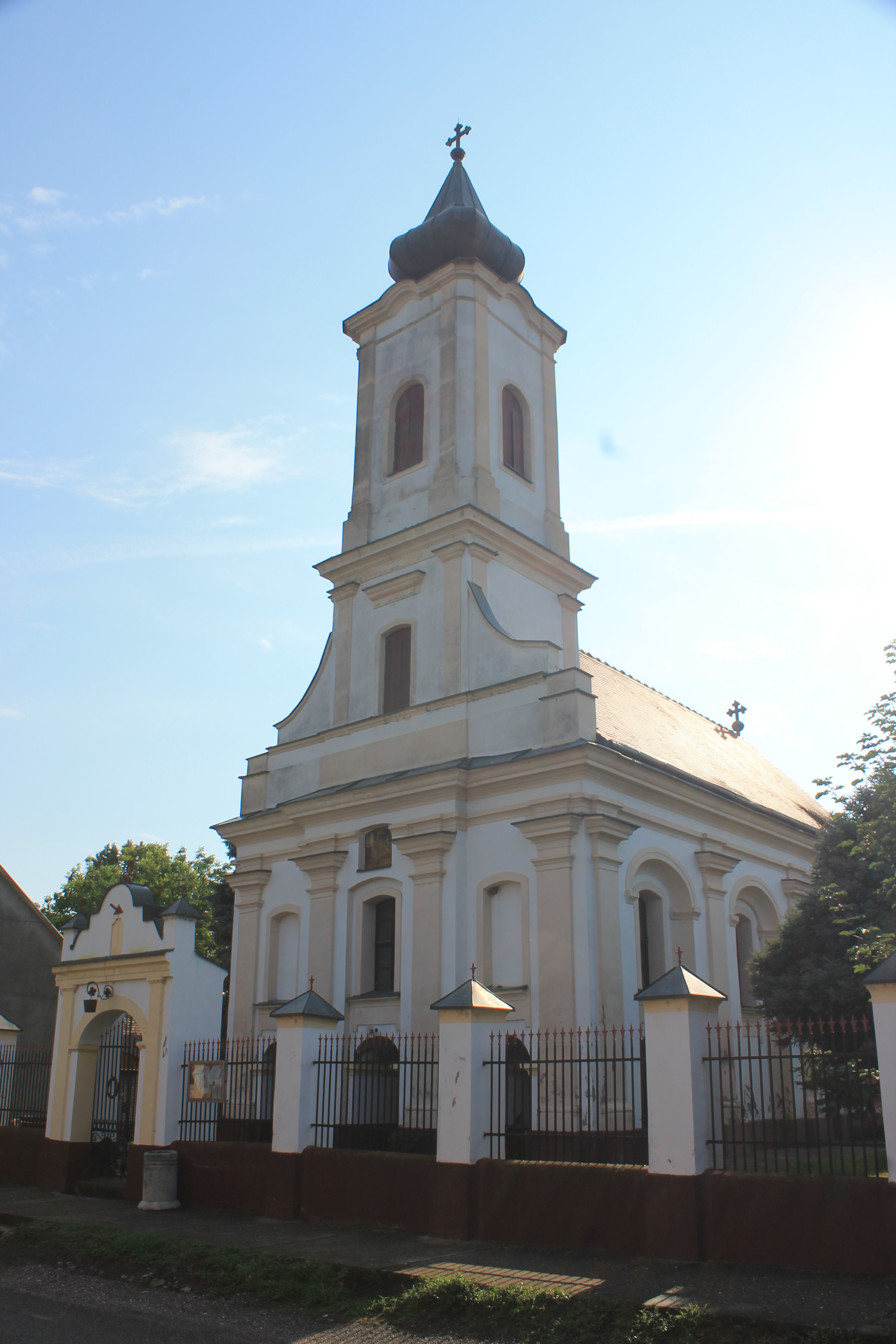
Az ortodox szerb templom
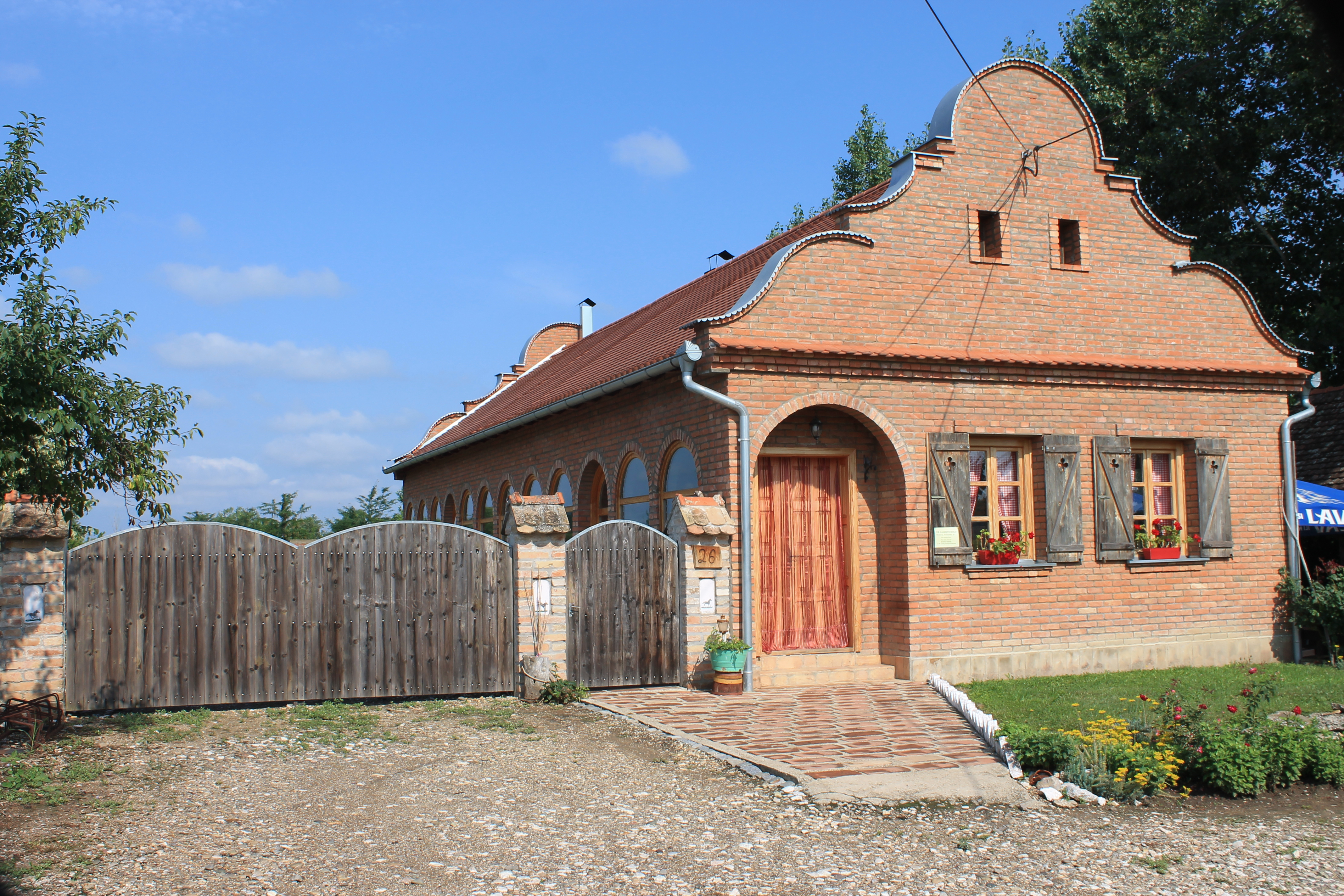
Lakóház